# Stefanie Endstrasser
Stefanie Endstrasser (* 25. November 1986 in St. Johann in Tirol) ist eine österreichische Golferin und im Jahr 2006 die Nummer 1 der Amateur-Rangliste ihres Landes. Sie gehört dem österreichischen Nationalteam an.
Endstrasser gewann die Nationalen Offenen Meisterschaften Österreichs in den Jahren 2003, 2004 und 2006, die Internationale Österreichische Meisterschaft 2004 und 2006, sowie die Tschechische Amateurmeisterschaft 2006.
2005 konnte sie den  Sherry Cup (an dem die besten europäischen Amateurgolferinnen teilnehmen) im spanischen Sotogrande für sich entscheiden, nachdem sie ein Jahr zuvor – als Siebzehnjährige – den 15. Platz bei der Central European Open, einem Turnier der professionellen Ladies European Tour, erreicht hatte.

## Weblink
- Bio bei der University of Southern California (englisch)